# Aerozina 50
L'Aerozina 50 è un composto chimico di formula C2H12N4 che a temperatura ambiente si presenta in forma liquida.

## Storia
Sviluppata negli anni '50 dalla Aerojet General Corporation per essere usata come propellente nel missile ICBM Titan II. Fu usata nei motori del Modulo Lunare Apollo. Continua ad essere usata nei sistemi di propulsione delle sonde spaziali e dei veicoli spaziali con equipaggio umano.
Nel 1980, una perdita di Aerozine 50 risultò nell'esplosione del missile 1980 Damascus Titan. La perdita fu causata dalla perforazione del serbatoio del propellente nel primo stadio ad opera di un utensile caduto di mano. L'esplosione iniziale causò il rilascio del portellone da 740 tonnellate, nonché l'espulsione del secondo stadio e della testata. Il secondo stadio esplose e la testata atterrò a 30 m dal portone del silo senza detonare né rilasciare materiale fissile.

## Struttura e caratteristiche fisiche
Si tratta di una miscela 50/50 di idrazina e dimetilidrazina asimmetrica (UDMH). Il composto presenta le seguenti caratteristiche:
- polarizzabilità = 7,6 Å3
- costante della legge di Henry = 1.26e-6 atm-m3/mole
- refrattività molare = 18,6 cm3
- volume molare = 72,5 cm3
- tensione superficiale = 25,3 dyn/cm
- pressione di vapore = 113 mmHg

## Reattività e caratteristiche chimiche
Rispetto alla sola idrazina, l'Aerozina 50 è più stabile data la presenza dei gruppi metilici della dimetilidrazina.

## Tossicologia
Il composto presenta le seguenti caratteristiche:
- coefficiente di assorbimento (Koc) = 9,12 L/kg
- emivita metabolica nei pesci = 8,51e-2 giorni
- tasso d'idrolisi nell'atmosfera = 1,10e-11 cm3/molecola*sec
- emivita di biodegradazione = 7,59 giorni
- fattore di bioaccumulo = 1,55 L/kg

## Applicazioni
È un propellente ipergolico e viene impiegato come combustibile nei sistemi a bipropellente liquido insieme al tetrossido di diazoto.